# پلاتنبورگ
پلاتنبورگ (به آلمانی: Plattenburg) یک شهر در آلمان است که در پریگنیتس واقع شده‌است. پلاتنبورگ ۳٬۹۵۴ نفر جمعیت دارد.